# Aeroporto de Baucau
O Aeroporto de Baucau (IATA: BCH, ICAO: WPEC), antigo Aeroporto de Cakung, é um aeroporto situado a 6,5 quilômetros a oeste de Baucau, uma cidade em Timor-Leste, a 120 km a leste da capital.
O aeroporto em Baucau possui uma pista muito mais longa que a do Aeroporto Internacional Presidente Nicolau Lobato, em Díli. Antes de 1975, este aeroporto era usado para voos internacionais, incluindo os de Trans Australia Airlines, oriundos da vizinha Austrália. Em seguida à invasão Indonésia em 1975, este aeroporto foi tomado pelos militares indonésios e fechado ao tráfego civil.
Durante a ocupação indonésia de Timor-Leste, o aeroporto serviu como base para que os aviões da Força Aérea da Indonésia, que estavam estacionados para o combate à resistência timorense e às guerrilhas pró-independência.

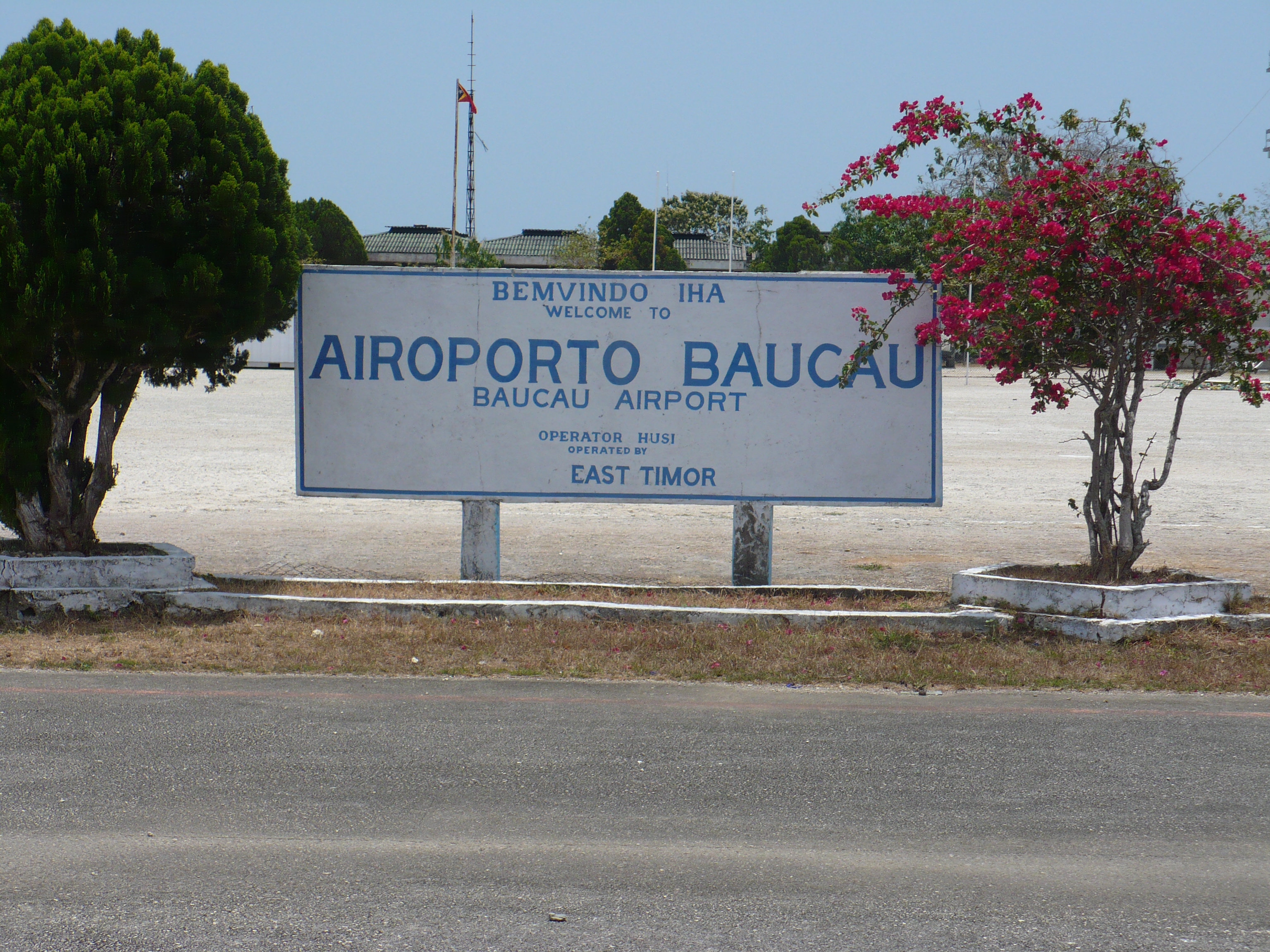
Sinal afixado no lado de fora do estacionamento no aeroporto de Baucau em outubro de 2009

Em 2006 havia um projeto de tornar definitivamente o Aeroporto Internacional de Baucau uma das bases de entrada do país, junto com o porto marítimo de Liquiçá.

## Dados técnicos[2]
- Pista(s): 1
- Cabeceiras: 14/32[3]
- Superfície: Asfalto
- Comprimento: 2509 metros (8233 pés)
- Largura: 55 metros (182 pés)
- Fuso Horário: UTC+9
- Uso: Misto (Civil e Militar)